# Газова промисловість України

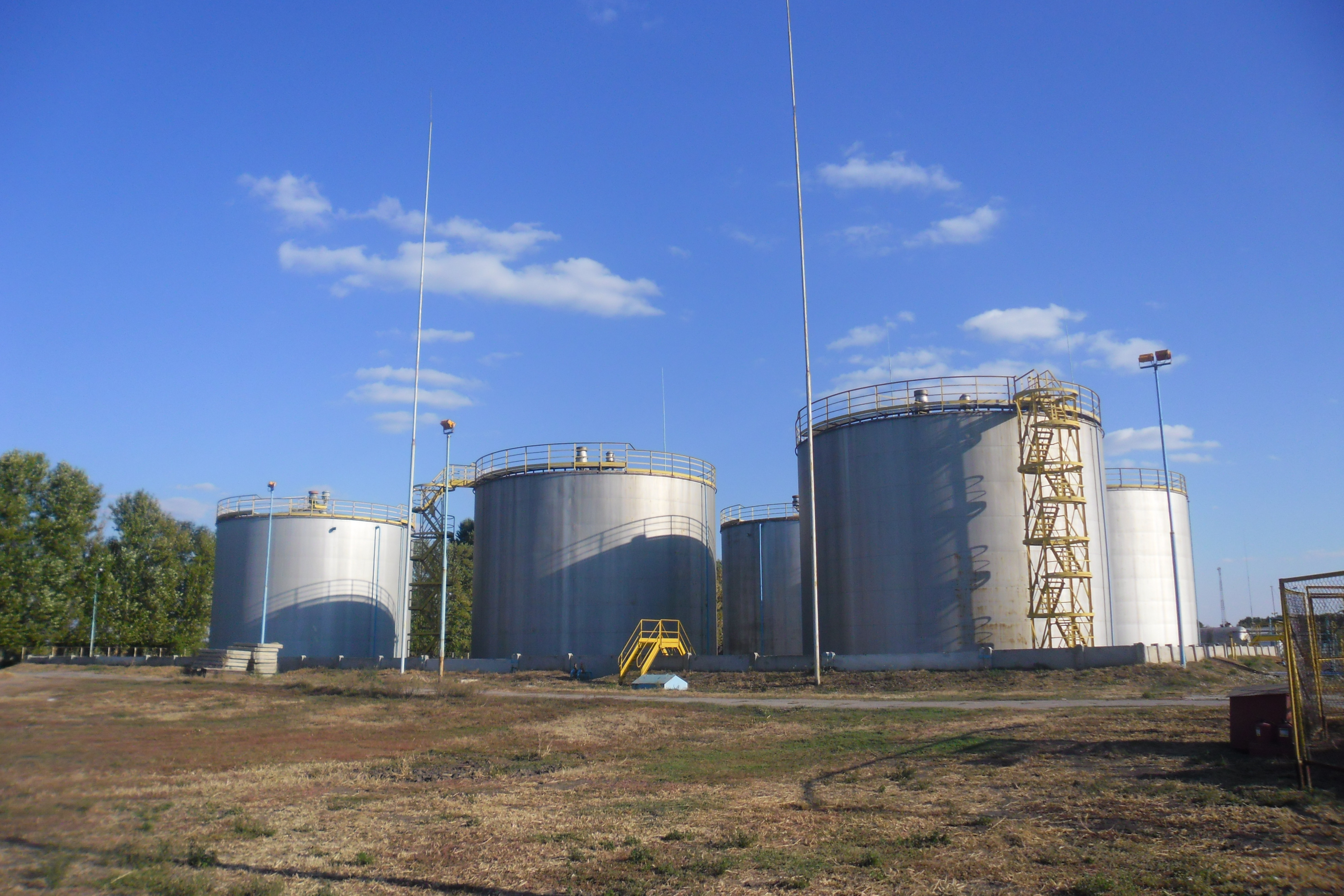
Газовий промисел. Резервуарний парк

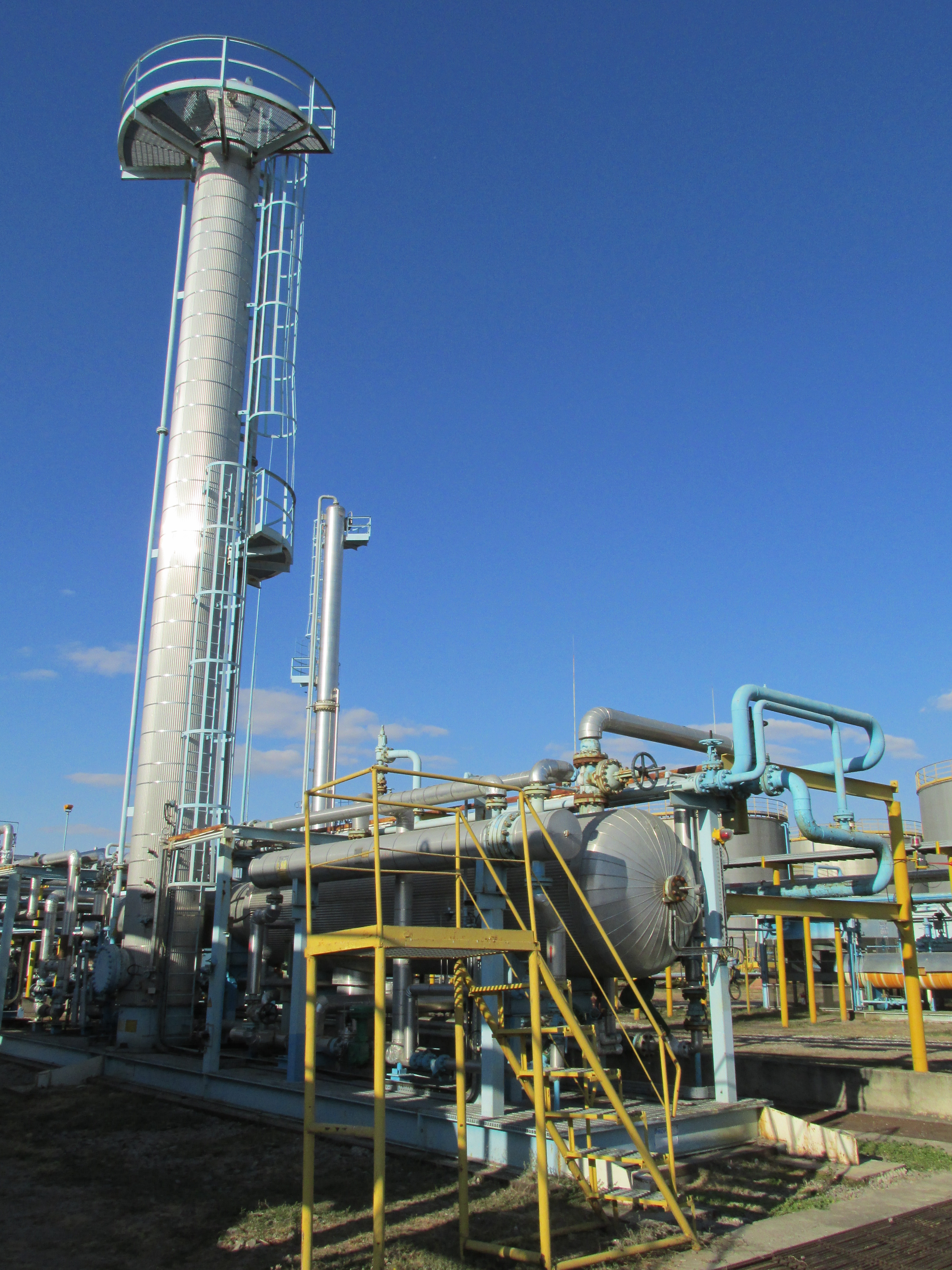
Газовий промисел

Га́зова промисло́вість — галузь паливної промисловості, підприємства якої займаються видобуванням природного і попутного (нафтового) газу з надр землі, виробництвом зрідженого газу, штучних горючих газів з твердого і рідкого палива, зберіганням, транспортуванням газу по газопроводах для постачання населенню і промисловості. На території України розвивається на базі родовищ Дніпровсько-Донецької нафтогазоносної області, Передкарпатської нафтогазоносної області та Причорноморсько-Кримської нафтогазоносної провінції. Найбільші поклади газу містяться в Харківській, Полтавській та Львівській областях.

## Історія

### Рання історія
У Прикарпатті супутний нафтовий газ почали застосовувати у промислових масштабах на початку XX ст. Перший газопровід Борислав-Дрогобич збудований у 1912 році. Початок масштабного видобутку та використання природного газу в Україні пов'язаний з відкриттям у 1920 Дашавського газового родовища (експлуатується з 1924).

### Радянський період
Одразу після закінчення Другої світової війни у 1945 СРСР продовжив постачати український газ до ПНР.
Відкриття низки великих родовищ — Опарського, Угерського, Більче-Волицького зумовило будівництво в 1948 газопроводу Дашава-Київ (діаметром труби 500 мм і довжиною 509 км), найпотужнішого на той час у Європі (бл. 2 млрд м3 на рік).
В 1950 році відкрите унікальне Шебелинське родовище з початковими запасами 650 млрд м3 газу (введене в експлуатацію в 1956 році). В 1960-і побудовані газопроводи Шебелинка-Харків, Шебелинка-Кривий Ріг-Одеса, Шебелинка-Київ.
Після відкриття в 1960-х роках великих і середніх родовищ: Хрестищенського, Єфремівського, Кегичівського, Пролетарського, Гадяцького та ін. було збудовано газопровід Єфремівка-Диканька-Київ (1968-1970), який об'єднав два найбільших газоносних регіони України — Дніпровсько-Донецький та Передкарпатський  в єдину газотранспортну систему.
В 1975-1976 видобуток газу досяг максимуму — 68,7 млрд м3 на рік.

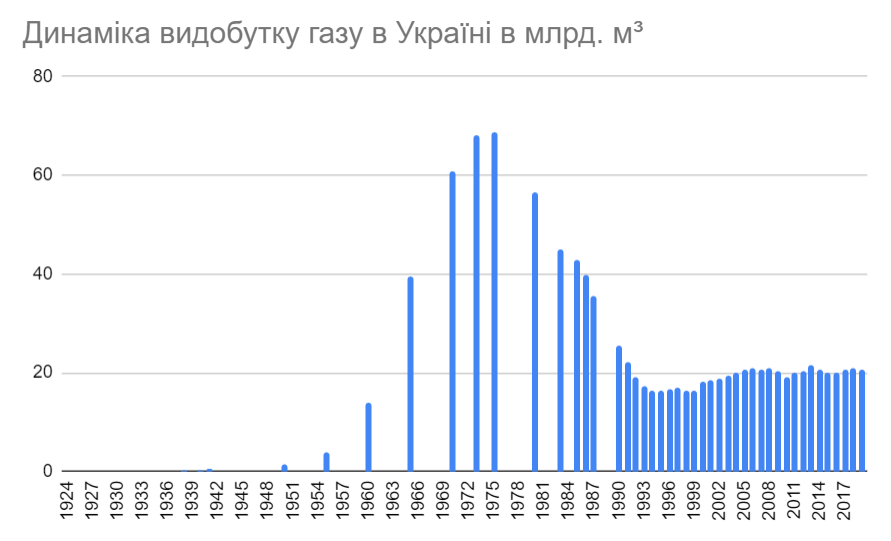
Динаміка видобутку газу в Україні

До 1977 Україна забезпечувала свої потреби в газі і була його експортером (за 1945—1977 експорт становив 130 млрд м3 газу). Головні країни-імпортери українського газу: Росія, Білорусь, Литва, Латвія, Молдова, Чехословаччина. Споживання газу в Україні сягнуло максимуму в 1990 — 118,8 млрд м3.

### Після 1991 року
В 1998 воно становило бл. 75 млрд м3 і, за експертними оцінками, в найближчі роки буде утримуватися на рівні 65-70 млрд м3 на рік. Частка газу у використанні первинних енергоресурсів становить 45 %, що, за оцінками експертів, є невиправдано високою. Крім того, енергоємкість валового продукту в Україні сягає 2,4 т нафтового еквівалента на $1000 проти 0,4 т на $1000 в розвинутих країнах Заходу, що показує великий невикористаний потенціал енергозбереження.
Станом на 2017 найдохіднішими підприємствами галузі залишаються державні монополії — ПАТ «Укргазвидобування», ПАТ «Укртрансгаз» і ПАТ «Укртранснафта». В той же час приватні компанії нарощують видобуток швидше, ніж державні: у 2016 приватні компанії видобули близько 4,1 млрд м³ (плюс 5,8 %), за 9 місяців 2017 — 2,6 млрд м³ (плюс 1,3 %). «Чорноморнафтогаз» повернувся до когорти газовидобувників, оскільки в 2017 році взяв під контроль видобуток на Генічеському родовищі і до жовтня добув 6,7 млн м³ газу. А ось напівдержавне ПАТ «Укрнафта» продовжує знижувати видобуток: у 2016 видобуто 1,29 млрд м³ газу (мінус 13,7 %) і 1,44 млн т нафти, за 9 місяців 2017 — 591 млн м³ газу (мінус 13 %).[джерело?]
У липні 2018 на Кошовійському родовищі (Миргородський район, Полтавська область) на ділянці ТОВ «Східний геологічний союз» (входить до групи «Гео-Альянс») розпочато буріння свердловини з проєктною глибиною 6,2 км.
Компанія Zhongman Petroleum and Natural Gas Group підписала перший договір на буріння 6 свердловин для АТ «Укргазвидобування».
В листопаді 2018 року Burisma Group завершила монтаж обладнання і розпочала буріння двох нових свердловин. Буріння свердловин здійснюється на Карайкозівському родовищі в Харківській області. Третю свердловину буде закладено наприкінці року. В разі успішного буріння, проєктна потужність родовища з видобутку газу і газового конденсату збільшиться з 1,5 млн до 3 млн м³ газу на добу.
22 листопада 2018 Верховна Рада України ухвалила законопроєкт № 8338 про відновлення діяльності державного акціонерного товариства «Чорноморнафтогаз». Так, на період тимчасової окупації РФ Криму «Чорноморнафтогаз» відкриває поточний рахунок для розрахунків по виробничій, інвестиційній діяльності та захисту майнових прав, а також для погашення боргів за угодами, укладеними до початку російської окупації.
Перше в Україні підприємство з виробництва метанолу з'явиться на Полтавщині. Потужність підприємства становитиме близько 50 тис. т метанолу на рік. Новий завод має з'явитися в 2022 у Машівському районі Полтавської області. Будівництво заводу знизить залежність Україну від імпорту, адже станом на 2018 рік у країні не існує власного виробництва метанолу, який широко використовується у видобуванні та транспортуванні газу. Найбільшим споживачем метанолу в України є «Укргазвидобування». Він використовується з метою боротьби та попередження гідратоутворення в газопроводах в процесі видобутку та транспортуванні газу, для випробування нових свердловин і свердловин після капітального ремонту тощо.
В травні 2019 року з'явилося повідомлення, що на Черленській площі, що розташована на території Небилівської сільської ради Рожнятівського району та Міжгірської сільської ради Богородчанського району, планують відновити роботу 18 законсервованих свердловин та пробурити 20 нових свердловин проєктною глибиною до 2100 м для видобування нафти й газу. Запланований видобуток на рік становитиме 500 млн м³ природного газу, 500 тис. т нафти та 50 тис. т конденсату. Усю видобуту продукцію передаватимуть на об'єкти переробки сировини, які знаходяться за межами родовища.
При пошуках та розвідуванні вуглеводнів, експлуатації інших об'єктів та обладнання використовуватимуться екологічно безпечні технології. Буріння та видобуток здійснюватиме компанія «Геопошук ЛТД», яка має підготувати звіт з оцінки впливу на довкілля та провести громадські слухання.

## Сучасність
Газова промисловість України розвивається на базі родовищ Передкарпатської, Дніпровсько-Донецької нафтогазових областей та Причорноморсько-Кримської нафтогазоносної провінції. Споживання газу в Україні становить 30-32 млрд м3 на рік.
Видобуток газу в Україні стабілізувався на рівні 18-20 млрд м3 на рік. Таким чином самозабезпечення України газом на сьогодні становить бл. 70 %. Решта задовольняється імпортом з РФ та Туркменистану. Розвідані власні запаси газу становлять бл. 1 трлн м3, що за нинішніх темпів видобутку вистачить на 60 років. Згідно з національною програмою «Нафта і газ України до 2010 року» видобуток газу за певних умов може бути збільшено до 35 млрд м3 на рік. У 2010-х базовим регіоном з видобутку газу була Полтавщина, а власність родовищ, на відміну від розкладу до революційних подій, на позаконкурсній основі була перерозподілена.
У вересні 2018 року середньодобовий показник видобутку газу становив 57,7 млн м³/добу, у жовтні — 58,5 млн м³/добу. Зростання вдалося досягнути за рахунок підвищення видобутку державною компанією «Укргазвидобування», на яку припадає близько 74 % видобутку газу в країні. Решту 20 % та 4 % становлять приватні компанії та «Укрнафта» відповідно.
У листопаді 2018 року добовий видобуток природного газу в Україні досяг показника 59 млн м³ на добу, що є найвищим значенням з 2014 року після втрати чорноморських родовищ у зв'язку з тимчасовою окупацією Криму.
Видобуток природного газу в Україні у 2019 році становив 20,7 млрд м³, що на 1,4 % менше, ніж за попередній рік.
На 2020 рік заплановано досягти 28 млрд м3 видобутку природного газу, з них майже 50 % мають видобуватись завдяки новим інвестиціям та сучасним технологіям. Загалом на 2020 країна мала відмовитися від імпорту сировини за рахунок виключно власних ресурсів.
За 11 місяців 2020 року «Укртрансгаз» протранспортував 15,6 млрд м³ газу з Європи в Україну на замовлення своїх клієнтів. Це на 11 % (1,6 млрд м³) більше за аналогічний показник минулого року та на 34 % перевищує середню позначку (11,7 млрд м³) відповідних періодів у 2016—2019 років.
У березні 2023 року «Укргазвидобування» пробурило оціночно-експлуатаційну свердловину глибиною 5950 м, вона даватиме 340 тис. м³ природного газу на добу. На початку січня свердловина почала роботу. Станом на вересень 2023 «Нафтогаз України» достроково заповнив підземні газосховища, запаси перевищили 15,1 млрд м3 газу. У вересні було запущено ще п'ять свердловин з видобутком 500 тис. м3 газу на добу.
Станом на листопад 2024 року, згідно даних Асоціації газовидобувних компаній України, на Полтавщину та Харківщину припадає 88 % від загального виробництва газу в країні. Майже 10 % ресурсу видобувається у західних областях України, де лідирують Львівщина та Івано-Франківщина.
Станом на 5 серпня 2025 року, запаси газу в підземних сховищах України перевищили 10 млрд м³, що становить 32,3 % від загального обсягу газосховищ.

### Сланцевий газ
Ще з 2013 року навколо видобутку сланцевого газу в Україні вирували неабиякі пристрасті. Уряд підписав угоду зі світовими лідерами газовидобутку, екологи наголошували, що промисловий видобуток сланцевого газу згубить навколишнє середовище, а в Москві не приховували побоювання втратити один з найбільших ринків збуту російського газу. Тоді йшлося про два регіони в Україні, де, згідно з геологічними дослідженнями, є сланцевий газ.
Компанія Shell почала розвідувальне буріння на Юзівському родовищі площею майже 8 тис. км² та прогнозованою потужністю у 4 трлн м³ сланцевого газу. У листопаді 2014 Shell пробурила дві розвідувальні свердловини, але не змогла провести повноцінну розвідку родовища через воєнні дії на Донбасі.
Ще одне, Олеське родовище, площа якого перевищує 6 тис. км², розташувалось на заході України в Львівській та Івано-Франківській областях. Його запаси оцінювали в 3-3,5 трлн м³ газу.
У геологорозвідку та видобуток газу в цьому родовищі американська компанія Chevron мала намір вкласти більш ніж $10 млрд. У листопаді 2013 вона підписала договір з українською компанією «Надра Олеська». Щоправда у грудні 2014 Chevron вирішила вийти з України та остаточно закрила своє представництво у 2015 році.
Війна на Донбасі заховала проєкти «Укргазвидобування» з розробки ще одного альтернативного енергоносія — шахтного метану. А анексія Криму РФ унеможливила видобуток газу на глибоководному Чорноморському шельфі. Цей проєкт мав намір реалізувати консорціум компаній Exxon Mobil, Shell, OMV та «Надра України».
Призупинення проєктів з видобутку сланцевого газу та інших важковидобувних видів енергоносіїв у 2015 стало не лише українською, але й світовою тенденцією.
У квітні 2019 публічне «Укртрансгаз» почав експортувати газ до Угорщини у тестовому режимі.

## Розподіл за регіонами
| Регіон                    | Відомі запаси газу, млн. м³ (2019) |
| ------------------------- | ---------------------------------- |
| Харківська область        | 317630                             |
| Полтавська область        | 270868                             |
| Львівська область         | 72272                              |
| Чорне море                | 37506                              |
| Івано-Франківська область | 30556                              |
| Сумська область           | 29443                              |
| Автономна Республіка Крим | 16761                              |
| Дніпропетровська область  | 13079                              |
| Луганська область         | 12591                              |
| Чернігівська область      | 9296                               |
| Чернівецька область       | 3408                               |
| Запорізька область        | 2987                               |
| Закарпатська область      | 1289                               |
| Волинська область         | 1022                               |
| Одеська область           | 137                                |
| Донецька область          | 84                                 |
| Азовське море             | 14                                 |

## Динаміка видобутку
| Динаміка видобутку газу в Україні 1924—2017 роки в млрд. м³. | Динаміка видобутку газу в Україні 1924—2017 роки в млрд. м³. | Динаміка видобутку газу в Україні 1924—2017 роки в млрд. м³. | Динаміка видобутку газу в Україні 1924—2017 роки в млрд. м³. | Динаміка видобутку газу в Україні 1924—2017 роки в млрд. м³. | Динаміка видобутку газу в Україні 1924—2017 роки в млрд. м³. | Динаміка видобутку газу в Україні 1924—2017 роки в млрд. м³. | Динаміка видобутку газу в Україні 1924—2017 роки в млрд. м³. | Динаміка видобутку газу в Україні 1924—2017 роки в млрд. м³. | Динаміка видобутку газу в Україні 1924—2017 роки в млрд. м³. | Динаміка видобутку газу в Україні 1924—2017 роки в млрд. м³. |
| Рік                                                          | 1920                                                         | 1921                                                         | 1922                                                         | 1923                                                         | 1924                                                         | 1925                                                         | 1926                                                         | 1927                                                         | 1928                                                         | 1929                                                         |
| ------------------------------------------------------------ | ------------------------------------------------------------ | ------------------------------------------------------------ | ------------------------------------------------------------ | ------------------------------------------------------------ | ------------------------------------------------------------ | ------------------------------------------------------------ | ------------------------------------------------------------ | ------------------------------------------------------------ | ------------------------------------------------------------ | ------------------------------------------------------------ |
| Газ, млрд. м³                                                | 0                                                            | 0                                                            | 0                                                            | 0                                                            | 0,038▲                                                       | н.д.                                                         | н.д.                                                         | н.д.                                                         | н.д.                                                         | н.д.                                                         |
| Рік                                                          | 1930                                                         | 1931                                                         | 1932                                                         | 1933                                                         | 1934                                                         | 1935                                                         | 1936                                                         | 1937                                                         | 1938                                                         | 1939                                                         |
| Газ, млрд. м³                                                | н.д.                                                         | н.д.                                                         | н.д.                                                         | н.д.                                                         | н.д.                                                         | н.д.                                                         | н.д.                                                         | н.д.                                                         | 0,198▲                                                       | н.д.                                                         |
| Рік                                                          | 1940                                                         | 1941                                                         | 1942                                                         | 1943                                                         | 1944                                                         | 1945                                                         | 1946                                                         | 1947                                                         | 1948                                                         | 1949                                                         |
| Газ, млрд. м³                                                | 0,341▲                                                       | 0,530▲                                                       | н.д.                                                         | н.д.                                                         | н.д.                                                         | н.д.                                                         | н.д.                                                         | н.д.                                                         | н.д.                                                         | н.д.                                                         |
| Рік                                                          | 1950                                                         | 1951                                                         | 1952                                                         | 1953                                                         | 1954                                                         | 1955                                                         | 1956                                                         | 1957                                                         | 1958                                                         | 1959                                                         |
| Газ, млрд. м³                                                | 1,411▲                                                       | н.д.                                                         | н.д.                                                         | н.д.                                                         | н.д.                                                         | 4,000▲                                                       | н.д.                                                         | н.д.                                                         | н.д.                                                         | н.д.                                                         |
| Рік                                                          | 1960                                                         | 1961                                                         | 1962                                                         | 1963                                                         | 1964                                                         | 1965                                                         | 1966                                                         | 1967                                                         | 1968                                                         | 1969                                                         |
| Газ, млрд. м³                                                | 14,000▲                                                      | н.д.                                                         | н.д.                                                         | н.д.                                                         | н.д.                                                         | 39,362▲                                                      | н.д.                                                         | н.д.                                                         | н.д.                                                         | н.д.                                                         |
| Рік                                                          | 1970                                                         | 1971                                                         | 1972                                                         | 1973                                                         | 1974                                                         | 1975                                                         | 1976                                                         | 1977                                                         | 1978                                                         | 1979                                                         |
| Газ, млрд. м³                                                | 60,877▲                                                      | н.д.                                                         | н.д.                                                         | 68,000▲                                                      | н.д.                                                         | 68,703▲                                                      | н.д.                                                         | н.д.                                                         | н.д.                                                         | н.д.                                                         |
| Рік                                                          | 1980                                                         | 1981                                                         | 1982                                                         | 1983                                                         | 1984                                                         | 1985                                                         | 1986                                                         | 1987                                                         | 1988                                                         | 1989                                                         |
| Газ, млрд. м³                                                | 56,654▼                                                      | н.д.                                                         | н.д.                                                         | 45,000▼                                                      | н.д.                                                         | 42,878▼                                                      | 39,693▼                                                      | 35,576▼                                                      | н.д.                                                         | н.д.                                                         |
| Рік                                                          | 1990                                                         | 1991                                                         | 1992                                                         | 1993                                                         | 1994                                                         | 1995                                                         | 1996                                                         | 1997                                                         | 1998                                                         | 1999                                                         |
| Газ, млрд. м³                                                | 25,400▼                                                      | 22,100▼                                                      | 19,000▼                                                      | 17,400▼                                                      | 16,500▼                                                      | 16,500▲                                                      | 16,700▲                                                      | 16,900▲                                                      | 16,300▼                                                      | 16,400▲                                                      |
| Рік                                                          | 2000                                                         | 2001                                                         | 2002                                                         | 2003                                                         | 2004                                                         | 2005                                                         | 2006                                                         | 2007                                                         | 2008                                                         | 2009                                                         |
| Газ, млрд. м³                                                | 18,100▲                                                      | 18,400▲                                                      | 18,800▲                                                      | 19,500▲                                                      | 20,100▲                                                      | 20,600▲                                                      | 20,800▲                                                      | 20,650▼                                                      | 21,050▲                                                      | 20,300▼                                                      |
| Рік                                                          | 2010                                                         | 2011                                                         | 2012                                                         | 2013                                                         | 2014*                                                        | 2015*                                                        | 2016*                                                        | 2017*                                                        | 2018*                                                        | 2019*                                                        |
| Газ, млрд. м³                                                | 19,100▼                                                      | 20,100▲                                                      | 20,180▲                                                      | 21,500▲                                                      | 20,500▼                                                      | 19,900▼                                                      | 20,100▲                                                      | 20,500▲                                                      | 21,000▲                                                      | 20,700▼                                                      |
| Рік                                                          | 2020*                                                        | 2021*                                                        | 2022                                                         | 2023                                                         | 2024                                                         | 2025                                                         | 2026                                                         | 2027                                                         | 2028                                                         | 2029                                                         |
| Газ, млрд. м³                                                | 20,200▼                                                      | 19,790▼                                                      | 18,500▼                                                      | 18,700▲                                                      | 19,120▲                                                      |                                                              |                                                              |                                                              |                                                              |                                                              |

«*» — 2014-2021 не врахований видобуток на тимчасово окупованих РФ територіях України.

## Газзаводи та заводи обладнання
- Львівський газзавод
- Дашавський завод композиційних матеріалів